# Artenkenntnis
Die Artenkenntnis ist eine Fachkompetenz im Bereich der Naturkunde bzw. die Fähigkeit zur praktischen Anwendung der Taxonomie. Es handelt sich um die Fähigkeit, biologische Arten zu erkennen. Sie kann sich auf ein sehr kleines Spezialgebiet beziehen, oder Teil der Allgemeinbildung sein. Dann beschreibt sie etwa die Fähigkeit, häufige und bekannte Pflanzenarten am Wegrand zu erkennen.

## Erwerb von Artenkenntnis
Artenkenntnis wird von naturinteressierten Laien, aber beispielsweise auch im Rahmen eines Studiums erworben. Sie wird oft in Form von Bestimmungskursen vermittelt. Diese werden von unterschiedlichen Institutionen angeboten und können an unterschiedliche Zielgruppen gerichtet sein. Einmalige Bestimmungskurse und ähnliche Angebote führen nur zu tiefergehender Artenkenntnis, wenn sie zum Selbstlernen anregen oder eine Kontaktmöglichkeit zu möglichen Mentoren darstellen. Das liegt daran, dass Artenkenntnis viel Übung und Erfahrung erfordert. Deshalb erfolgt die Vertiefung autodidaktisch, wobei Mentoren eine wichtige Unterstützungsfunktion einnehmen können. Die Vermittlung und Förderung von Artenkenntnis ist Ziel von staatlichen Initiativen und selbstorganisierten Vereinen.

## Anwendungsgebiete

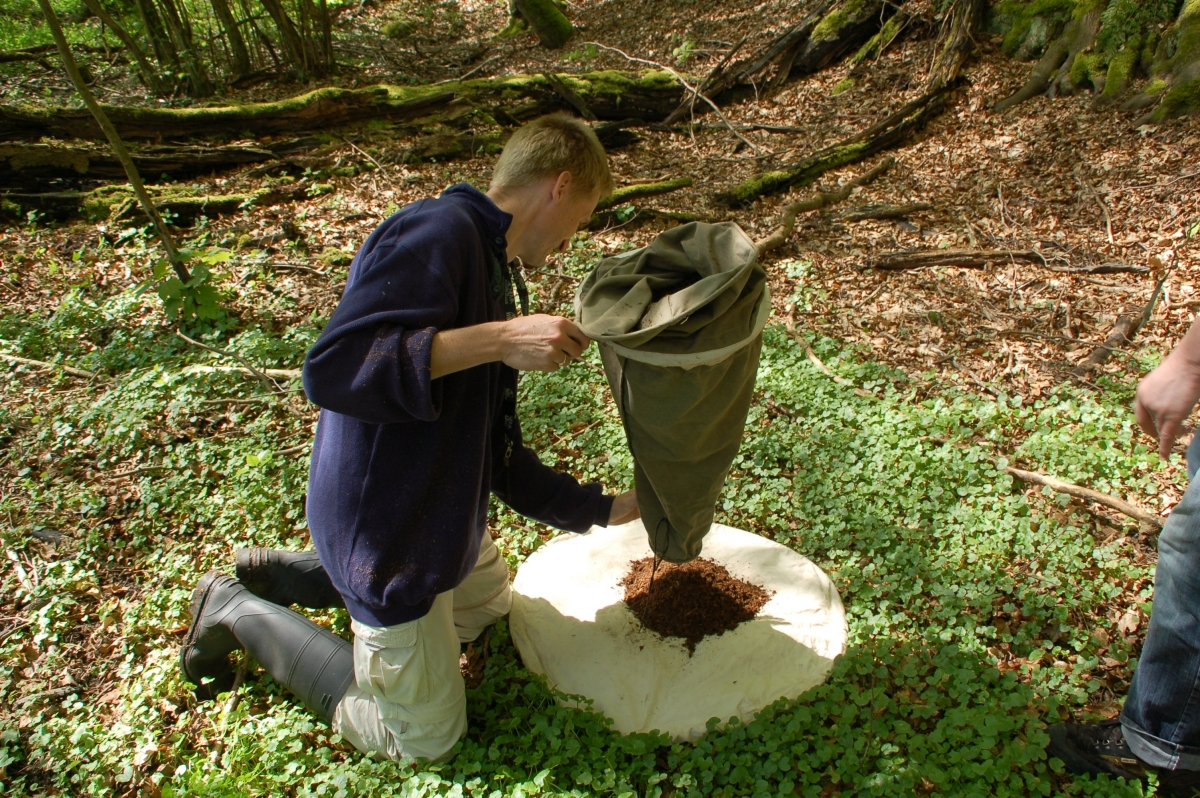
Zur Artenkenntnis gehören auch die Erfassungsmethoden der jeweiligen Artengruppe (hier ein Käfersieb)

Artenkenntnis ist in verschiedenen beruflichen Feldern nötig. In der Wissenschaft benötigen Biologen häufig Artenkenntnisse. Das gilt insbesondere für die Taxonomie. Der gesetzliche Naturschutz verlangt in Deutschland, dass bei Eingriffen in die Natur (etwa Bauprojekte) mögliche Schädigungen für die Natur festgestellt und vermieden oder ausgeglichen werden. Das ist das Tätigkeitsfeld der Landschaftsplanung. Als Datengrundlage sind Kartierungen verschiedener Artengruppen hier unumgänglich. Bei Behörden ist Artenkenntnis für Entscheidungen nötig, die den Artenschutz betreffen.

Um Naturschutzmaßnahmen zu planen, durchzuführen und ihren Erfolg zu bewerten ist Artenkenntnis unersetzlich. Behörden und Naturschutzverbände arbeiten hier auch mit ehrenamtlichen Artenkennern zusammen.

## Zertifizierung
In neuerer Zeit gibt es Bestrebungen, Artenkenntnisse zu zertifizieren. Damit wird auf dem Bedarf des Arbeitsmarktes an qualifizierten Artenkennern reagiert. Durch eine Zertifizierung wird die Artenkenntnis gegenüber potentiellen Arbeitgebern nachweisbar.

## Rückgang der Artenkenntnis
Die Anzahl der Artenkenner ist sowohl in Deutschland als auch international rückläufig.
Im Bereich der Experten fand eine Studie einen Rückgang der Artenkenner um 21 % innerhalb der letzten 20 Jahre sowie eine erhebliche Überalterung in Verbindung mit Nachwuchsmangel. Das geht so weit, dass im beruflichen Bereich ein Fachkräftemangel besteht. Viel Beachtung fand eine Studie aus England, die beobachtete, dass Achtjährige 78 Prozent aller Pokémon-Charaktere unterscheiden können, aber nur 53 Prozent der gewöhnlichen britischen Tierarten.

## Digitale Medien
Neuerdings gibt es auch Apps, die die Artbestimmung über einen Bilderkennungsalgorithmus ermöglichen. Dies funktioniert aber nur für die Artengruppen, die ohnehin einfach zu erlernen sind. Einige Artengruppen lassen sich nicht seriös anhand eines Fotos bestimmen oder ohne Fachwissen im Gelände finden. Inwieweit digitale Hilfsmittel den Erwerb von Artenkenntnis unterstützen, wird noch untersucht.